# Protocole d'Uqair
Le protocole d'Uqair (ou convention d'Uqair) est un accord conclu à Uqair (en) le 2 décembre 1922 qui définissait les frontières entre la Mésopotamie (Irak moderne) et le sultanat du Nedjd (Arabie saoudite moderne) et entre le Koweït et le Nedjd. Il a été imposé  par Percy Cox, le haut-commissaire britannique en Irak, en réponse aux agissements des pillards bédouins du Nedjd sous Ibn Saoud. Cox a rencontré Ibn Saoud et le major John More, l'agent politique britannique au Koweït. Les limites définissaient une zone neutre Irak-Arabie saoudite et une zone neutre Koweït-Arabie saoudite.
Le Koweït n'a été autorisé à jouer aucun rôle dans la négociation de l'accord d'Uqair, alors que les Saoudiens et les Britanniques définissaient les frontières modernes du Koweït. Le Koweït a perdu plus des deux tiers de son territoire à la suite de cet accord et le sentiment anti-britannique y a donc augmenté.